# Миколаївка (Сумський район, селище)
Микола́ївка (до 1957 року — Миколаївка-Вирівська, у 1957—2016 роках — Жовтневе) — селище в Україні, адміністративний центр Миколаївської селищної громади Сумського району Сумської області.

## Географія
Селище розташоване за 32 км від обласного центру та за 10 км від залізничної станції Вири. Більша частина селище розташована на правому березі річки Вир, менша — на лівому. На річці Вир та її правій притоці В'язанці створено стави. Вище за течією примикають село Павленкове та селище Слобожанське, нижче за течією — села Пащенкове та Гостинне, із заходу примикає село Веселе, з півдня — село Сушилине.

## Назва
До 1957 року село мало назву Миколаївка-Вирівська, що утворена шляхом об'єднання сіл: Миколаївка — від імені Миколай та Вирівська — від річки Вир. У 1957 році, з нагоди 40-річчя Жовтневого перевороту (1917 року), село перейменовано на Жовтневе. 19 травня 2016 року, в ході декомунізації селище було знову перейменовано на сучасну назву..

## Історія
Миколаївка-Вирівська була заснована у другій половині XVII століття селянами та козаками з Правобережної України, які втекли на лівий берег від гніту польської шляхти і магнатів, і відразу увійшло до Сумського слобідського полку. Місцева козацька старшина володіла земельними ділянками до 40 десятин, а наділи рядових козаків не перевищували 12 десятин, через що вони потрапляли у кріпосницьку залежність полковників та сотників. Станом на 1778 рік в селі проживало 949 підданих селян, з них сумському полковнику Кондратьєву належало 242 особи.
Після ліквідації полків рядових козаків перетворили на військових обивателів, які були близькі до державних селян. У 1844 році поміщиця збудувала в селі цукроварню, де працювали 253 особи — 183 чоловіки, 58 жінок і 12 підлітків. У 1846 році у селі споруджено цегельний завод, на якому працювало 8 робітників. У селі були поширені також і ремесла — шевське, ткацьке, кравецьке, гончарне, набували розвитку промисли — гуральний та броварний. На час скасування кріпосного права 1861 року в селі налічувалося 342 ревізькі душі кріпаків і 256 державних селян. Середній наділ на ревізьку душу для колишнього кріпака становив 2,4 десятини, державного селянина — 2,5 десятини. Поміщики залишили за собою право на вилов риби у річці, користування лісовими угіддями. Селяни, які не мали змоги сплачувати викуп, відмовлялися від наділів і поповнювали ряди сільськогосподарських робітників. Реформи викликали обурення серед селян, мали місце підпали будівель поміщиків, випасання їх посівів.
У 1890-х роках в селі відкрита лікарня на 15 ліжок, у якій працювали лікар та два фельдшери, 1895 року відкрита однокласна церковно-парафіяльна школа, розрахована на 100 учнів. У 1898—1899 роках, в умовах наростання революційних настроїв, на цукрозаводі виник марксистський робітничий гурток, до якого входили радикально налаштовані робітники. Заняття проводилися регулярно в приміщенні заводу під час обідньої перерви, а його члени проводили агітаційну роботу серед селян та робітників. На початку XX століття в селі проживало близько 2000 осіб. Частина з них працювала в поміщицькій економії, доглядаючи худобу, вирощуючи хліб, городину, цукрові буряки, понад 800 осіб — на Виринському цукровому заводі Харитоненка, збудованому 1880 року. У 1905—1907 роках, під час революції, в економіях Харитоненка відбулося декілька робітничо-селянських виступів, на яких люди вимагали поліпшення умов праці та житлових умов. Діями місцевих селян керував страйковий комітет села Вири Сумського повіту. Влітку 1905 року жителями було виведено з ладу кілька сільськогосподарських машин, спалено скирти соломи і ряд будинків в маєтку Харитоненка.
У 1911 році від залізничної станції Амбари до цукрозаводу була прокладена залізнична колія, якою здійснювалося підвезення до підприємства вапна, дров, вугілля, буряків, вивозили звідти цукор, малясу та жом. 1914 року в селі відкрита трикласна земська школа.
Під час Першої світової війни 200 жителів Миколаївки-Вирівської було мобілізовано до царської армії. 15 вересня 1915 року на цукрозаводі відбувся страйк робітників і як результат адміністрація підвищила заробітну плату та зменшила штрафи. Лютнева революція 1917 року викликала революційне піднесення серед населення. У липні 1917 року жителі села захопили й розподілила між собою 66 десятин землі Харитоненка, однак захоплену землю відібрали і повернули цукрозаводчику. Більшовицьку агітацію серед жителів села проводили солдати-фронтовики, які поверталися додому. У самому селі та на хуторі Чорному відбувалися мітинги. Під час Жовтневого перевороту 1917 року більшовики із Сум проводили в селі агітаційну роботу, закликали робітників і селян до збройної боротьби. Наприкінці грудня 1917 року в селі встановлена радянська влада та створено революційний комітет.
У березні 1918 року Миколаївку-Вирівську зайняли австро-німецькі війська, наприкінці року до села увійшли війська Армії УНР. На початку січня 1919 року в селі знову була встановлена радянська влада. Першу раду селянських депутатів очолив С. Л. Лісовенко. 16 січня 1919 року на основі декрету PHK УРСР націоналізували «Виринський цукровий завод», на колишніх землях Харитоненка створили радгосп. Наприкінці серпня 1919 року в село увійшли денікінці, а на початку грудня у селі втретє було встановлена радянська влада. 9 грудня було створено військово-революційний комітет, а навесні 1920 року влада перейшла до Ради робітничих, селянських і червоноармійських депутатів (з 1921 року її очолював М. Н. Бугрим). 1922 року на цукрозаводі було створено осередок КП(б)У у складі 4 членів партії, під їх керівництвом було також створено і комсомольську організацію. На 1 квітня 1924 року осередок налічував вже 26 комуністів, комсомольців же зросло до 35 членів.
На початку 1923 року, з метою підготовки кадрів для Великожовтневого цукрозаводу, відкрита школа фабрично-заводського учнівства. 1924 року було створено ТСОЗ «Жовтневе товариство», діяли кредитне та кооперативне товариства. У селі на той час працювали дві трудові школи, одна з яких була семирічна. З часом замість школи ФЗУ створено постійно діючі курси. Навесні 1929 року комуністична партійна організація Великожовтневого цукрозаводу направляла для примусової колективізації своїх робітників — нормувальника В. С. Петленка, електрика В. М. Зігунова та агронома В. І. Озерного. Наприкінці 1930 року в селі було проведено суцільну колективізацію, створено артіль «3-й Інтернаціонал», за яким закріпили близько 2000 га землі, почала працювати МТС. Селяни обурювались примусовим створенням колгоспу, було вбито члена правління колгоспу Стрибака. Село постраждало внаслідок геноциду українського народу, проведеного урядом у 1923–1933 та 1946–1947 роках. 1938 року з колгоспу була виділена окрема артіль імені Фрунзе. 1940 року МТС була нагороджена орденом Леніна, такою ж нагородою було відзначено директора МТС О. І. Коника і бригадира тракторної бригади Я. С. Середу.
На початку 1940-х років у Миколаївці-Вирівській налічувалося 3700 осіб, працювали неповна середня та середня школи, дитячий садок, клуб та стаціонарна кіноустановка. Під час Другої світової війни та з наближенням фронту почалася евакуація устаткування цукрозаводу та майстерень МТС. Перший бій під селом відбувся 28 вересня 1941 року. Спочатку німецькі війська, втративши 5 танків та 2 самохідні гармати, відступили, але з настанням темряви вони повторили атаку і захопили село. 29 вересня радянські війська почали наступ на Миколаївку-Вирівську задля повернення її під свій контроль. За допомогою підрозділів 175-го мотострілецького полку в ніч на 30 вересня вони вибили німців із села, але після того, як 2-га танкова армія Гудеріана прорвалася на лівому фланзі Брянського фронту, війська 40-ї армії 8 жовтня за наказом радянського командування почали відходити від села. 9 жовтня, як наслідок, село без бою було тимчасово окуповано німецько-фашистськими військами. Восени 1941 року почала діяти підпільна партійна організація, очолювана колишнім заступником директора МТС Т. С. Кошовим. На початку 1942 року німці викрили усіх членів, підпільники були схоплені й страчені. Під час боїв були знищені корпуси цукрового заводу та зруйновані приміщення МТС.
З вересня 1943 року частини 167-ї стрілецької дивізії визволили Миколаївку-Вирівську від німецьких військ. 600 жителів села брали участь у війні, 430 з них загинули, 517 — нагороджені орденами та медалями. Серед них повні кавалери ордена Слави розвідник П. С. Бабченко та М. Ф. Шатрюк. Командир танка І. Г. Гончаренко разом з екіпажем воював на території Польщі, одним з перших його танк увійшов до Берліну. Потім він брав участь у визволенні Праги, його танк був у головній колоні і одним з перших почав бій з німцями, однак вижити екіпажу не вдалось. У Празі на високому постаменті, як знак шани, було встановлено танк Гончаренка з цифрою «23». У селі ж на місцевій братській могилі було встановлено монумент, з викарбуваними іменами полеглих односельчан.
На честь земляків, які полеглих на фронтах Другої світової війни, спорудили меморіал на пагорбі, де у 1941 році стояв підбитий танк Т-34. Образ місцевої жительки втілений в камені: стоїть вона в зажурі, схиливши голову, а біля її ніг — вічний вогонь і мармурові плити, на яких викарбувано 430 імен, серед яких і ім'я її сина.
Після війни було відбудовано корпуси цукрозаводу, ремонтні майстерні МТС, активно відроджувалось сільське господарство. 1948 року за високі показники в роботі званням Героя Соціалістичної Праці удостоєна працівниця Калинівського відділку радгоспу М. Ю. Жеребило, а 1949 року — ланкова В. О. Іванова. 1950 року місцеві артілі імені Фрунзе, «3-й Інтернаціонал» та Сушилинський колгосп імені Чапаєва об'єдналися в колгосп імені Фрунзе. 1956 року почала виходити місцева газета «Жовтнева правда».
У 1957 році села Миколаївка-Вирівська, Велико-Жовтневий, Овсіїв, Швилюків та селища Велико-Жовтневого цукрокомбінату, Велико-Жовтневої МТС і торфорозробки об'єднані в один населений пункт — селище міського типу Жовтневе.
У січні 1960 року до колгоспу приєдналася сусідня артіль імені Леніна, об'єднаному господарству було присвоєно ім'я В. І. Леніна. За ним було закріплено 4646 га сільськогосподарських угідь, у тому числі 42876 га орної землі. Машинно-тракторний парк налічував 426 трактори, 206 комбайнів, 456 автомашин. На фермах утримувалося 29306 голів великої рогатої худоби, у тому числі 7056 корів, на свинофермах відгодовувалося 16146 свиней. Спеціалісти Харківського сільськогосподарського інституту імені В. В. Докучаєва допомогли створити ґрунтові карти угідь колгоспу, які допомогли збільшити врожайність. 1962 року в колгоспі став до ладу цегельний завод. За успіхи в розвитку сільськогосподарського виробництва у травні 1967 року колгосп імені Леніна був нагороджений орденом Леніна. Звання Героя Соціалістичної Праці удостоєний голова колгоспу І. Д. Мусієнко, орденом Леніна нагороджені бригадир столярної майстерні Д. О. Коряченко, телятниця Д. Т. Петренко, інженер В. Д. Посний. 1968 року було споруджено консервний завод.
У 1969 році, за підсумками соціалістичного змагання з винахідництва та раціоналізації, Міністерство харчової промисловості УРСР визнало переможцем колектив цукрозаводу і вручило йому республіканську премію. Сатуратниця цукрозаводу М. Р. Середа була удостоєна найвищої урядової нагороди — ордена Леніна, орденом Жовтневої революції нагороджено директора цукрокомбінату І. І. Клочка. За високі показники в праці і на честь 100-річчя з дня народження В. І. Леніна колгосп був нагороджений Ленінською Ювілейною Почесною Грамотою ЦК КПРС, Президії Верховної Ради СРСР, Ради Міністрів СРСР і ВЦРПС; понад 230 колгоспників і робітників цукрокомбінату — медаллю «За доблесну працю. На відзнаку 100-річчя з дня народження Володимира Ілліча Леніна». У грудні 1971 року в селищі побував льотчик-космонавт генерал-майор авіації, двічі Герой Радянського Союзу Георгій Береговий. За заслуги в розвитку сільськогосподарського виробництва 1972 року присвоєно почесні звання заслуженого агронома Української РСР головному агрономові колгоспу Г. І. Копилову, заслуженого працівника сільського господарства Української РСР — колишньому директорові цукрокомбінату І. І. Клочку, орденом Леніна нагороджені агроном радгоспу М. О. Безматний. Познайомитися з життям селища приїздили делегації Врачанського округу Болгарії, Німецької Демократичної Республіки.
У 1972 році на центральній площі було споруджено пам'ятник В. І. Леніну. Працювали автовокзал, торговельне містечко, будинок побуту. У 1951—1972 роках в селищі зведено майже 400 нових будинків з цегли. Діяли лікарня, фельдшерсько-акушерський пункт, амбулаторія, оздоровчі дитячі ясла, 4 бібліотеки. Освіта була представлена середньою та восьмирічною школами, працювало 70 педагогів. У місцевих школах навчалися В. О. Коріньков — лауреат Ленінської премії та поет Іван Манжара. На кошти колгоспу було збудовано палац культури.
18 серпня 2016 року, в ході децентралізації, Миколаївська селищна рада об'єднана з Миколаївською селищною громадою.
12 червня 2020 року, відповідно до розпорядження Кабінету Міністрів України № 723-р «Про визначення адміністративних центрів та затвердження територій територіальних громад Сумської області», селище увійшло до складу Миколаївської селищної громади.
19 липня 2020 року, в результаті адміністративно-територіальної реформи та ліквідації Білопільського району, селище увійшло до складу новоутвореного Сумського району.

## Церква
Документального підтверження про існування в селищі церкви до кінця ХІХ століття не існує. Дерев'яний храм на честь святого Апостола Іоанна Богослова, що побудований у 1894—1905 роках на кошти прихожан та сім'ї цукрозаводчика Івана Харитоненка. З 1902 року церковним старостою обирають Павла Харитоненка. Першим священником храму був Петро Ставровський, якого репресували у 1920—1930-х роках. У 1934 році церкву розібрали на будівельні матеріали. Взагалі церковна служба у селі не велася після встановлення радянської влади аж до 1943 року. Під час Другої світової війни було дозволено поновити богослужіння.
Відбудова кам'яної церкви розпочалася у 1992 році, завдяки громадській групі «Відродження» та прихожанам. З 1991 року священником служить отець Олександр (Ісаєв О. Б.). Церква діє з 2003 року.

## Населення
Чисельність населення за роками
| 1959 | 1979 | 1989 | 2001 | 2016 | 2017 |
| ---- | ---- | ---- | ---- | ---- | ---- |
| 7521 | 4462 | 4768 | 4457 | 4234 | 4212 |

### Мова
Розподіл населення за рідною мовою за даними :
| Мова            | Кількість | Відсоток |
| --------------- | --------- | -------- |
| українська      | 4096      | 95.88%   |
| російська       | 168       | 3.93%    |
| білоруська      | 1         | 0.02%    |
| вірменська      | 1         | 0.02%    |
| інші/не вказали | 6         | 0.15%    |
| Усього          | 4272      | 100%     |

## Промисловість та сільське господарство
- Виринський цукровий завод
- Агрофірма «Вікторія»
- Агрофірма ТОВ «Жовтневе»
- Молочно-товарна ферма
- Сільгосптехніка
- Агропромислове підприємство ТОВ «Виринське»
- Миколаївське ремонтно-транспортне виробництво
- Селекційно-насіннєвий центр ТОВ «Євросорт»

## Транспорт
Від залізничної станції Амбари до селища прокладена залізниця, на якій в межах селища знаходиться залізнична станція Віринський Завод.
Через селище пролягає автошлях регіонального значення Р61, від якого на південь відходять автошляхи Т 1906, а на північ Р190109. Від останнього на північній околиці селища на захід відходить автошлях районого значення Р190102.

## Об'єкти соціальної сфери
- Дитячий дошкільний навчальний заклад
- Середня загальноосвітня школа
- Стадіон «Вікторія»
- Краєзнавчий музей
- Музична школа
- Будинок культури

## Релігія
- Свято-Іоанно-Богословський храм
- Церква Християн баптистів

## Почесні громадяни
Звання «Почесний громадянин смт Миколаївка» присвоєно громадянам, чиє життя пов'язане з цим краєм: колишньому голові селишної ради Є. Твердохлібу, гендиректору ТОВ «Вікторія» С. Бондаренку, письменнику і журналісту Олександру Вертілю, біатлоністу та призеру чемпіонатів України і світу Андрію Дериземлі, доктору фармацевтичних наук, професору О. Шматенку, доктору технічних наук, професору В. Мирончуку, вченому Володимиру Бугрію.

## Персоналії
Уродженці селища:
- Вертіль Олександр Васильович (нар. 1958) — український письменник, поет, перекладач, журналіст, член НСПУ, голова Сумської організації НСПУ, член президії НСПУ
- Гайдабрус Сергій Миколайович — український військовик, учасник російсько-української війни[10].
- Дериземля Андрій Васильович (нар. 1977) — український біатлоніст, призер Чемпіонату світу з біатлону 2007 року
- Доценко Андрій Миколайович (нар. 1994) — український біатлоніст, чемпіон світу серед юніорів 2016 року
- Кулик Віктор Григорович (нар. 1938) — український поет, лауреат премій імені П. Василенка, імені О. Олеся, член НСПУ з 1976 року
- Куценко Сергій Вікторович (1981—2014) — солдат Збройних сил України, учасник російсько-української війни